# علی رویانی طبرستانی
علی رویانی طبرستانی یا علی بن جمال‌الدین رویانی جغرافیدان سدهٔ نهم قمری است که کتبی چون تاریخ طبرستان (رویانی) را نوشته است. کتاب تاریخ طبرستان رویانی یکی از منابع اصلی ظهیرالدین مرعشی در نوشتن تاریخ طبرستان و رویان و مازندران بوده‌است.